# Agnes van Oostenrijk (1154-1182)
Agnes van Oostenrijk (circa 1154 - 13 januari 1182) was een prinses uit het huis Babenberg. Ze huwde tweemaal en had via haar huwelijken de titels koningin-gemalin van Hongarije en hertogin van Karinthië.

## Levensloop
Ze was de oudste dochter van markgraaf en daarna hertog Hendrik II van Oostenrijk en de Byzantijnse prinses Theodora Komnena. 
In 1166 hielp haar vader de oorlog tussen koning Stefanus III van Hongarije en keizer Manuel I Komnenos van het Byzantijnse Rijk te beëindigen, waarna hij de jonge Stefanus III voorstelde om hem uit te huwelijken aan zijn dochter Agnes. Stefanus III weigerde dit echter en besliste te trouwen met prinses Jaroslavna van Halytsj. Het huwelijk bleek echter niet te werken en de twee gingen al snel uit elkaar. Vervolgens besloot Stefanus toch in te gaan om het aanbod van Hendrik II van Oostenrijk en in 1168 vond het huwelijk plaats. In 1168 werd een zoon Béla geboren, maar die stierf kort na de geboorte. Agnes werd in 1172 nog een tweede maal zwanger, maar tijdens die zwangerschap werd Stefanus ernstig ziek en in augustus 1172 stierf hij. Na de dood van Stefanus werd nog een zoon geboren, maar die was ofwel doodgeboren ofwel vlak na de geboorte gestorven.
Na de begrafenis van Stefanus keerde Agnes terug naar Oostenrijk. In 1173 hertrouwde ze met hertog Herman van Karinthië. Ze kregen twee zonen:
- Ulrich II (1176-1202), hertog van Karinthië
- Bernard (1180-1256), hertog van Karinthië

Herman stierf in 1181, één jaar later gevolgd door zijn echtgenote. Ze werd begraven in de Schottenstift-abdij in Wenen.